# 1992年夏季残疾人奥林匹克运动会瑞典代表团
1992年夏季残疾人奥林匹克运动会瑞典代表团是瑞典派出的1992年夏季残疾人奥林匹克运动会代表团。获得16枚金牌、33枚银牌和19枚铜牌。